# Kestnergesellschaft
La Kestnergesellschaft (ou Kestner-Gesellschaft) est une association et une galerie d'art fondée en 1916 à Hanovre. L’association est souvent confondue avec le musée August-Kestner qui se trouve également à Hanovre.

## Les expositions jusqu’à 1936
| - Theodor Alt 1922 - Hans Arp 1924 - Lovis Corinth 1917, 1928 - Ernst Barlach 1918/1919, 1931 - Max Beckmann 1918/1919, 1931 - Albert Bloch 1921 - Erich Büttner 1918/1919 - Otto Dix 1927 - El Lissitzky 1923 - James Ensor 1927 - Lyonel Feininger 1919, 1924/1925, 1932 - Conrad Felixmüller 1921 - Naum Gabo 1930 - Walter Gropius 1931 - George Grosz 1921 - Franz Heckendorf (de) 1918 - Ferdinand Hodler 1925 - Carl Hofer 1925, 1927 - Willy Jaeckel (en) 1916/1917 | - Vassily Kandinsky 1923 - César Klein 1918 - Paul Klee 1919, 1931 - Wilhelm Kohlhoff (de) 1919 - Oskar Kokoschka 1925 - Georg Kolbe 1933 - Käthe Kollwitz 1929 - Alfred Kubin 1930 - Wilhelm Lehmbruck 1920 - Max Liebermann 1916 - August Macke 1918, 1925, 1935 - Gerhard Marcks 1936 - Franz Marc 1931, 1936 - Ludwig Meidner 1918 - Moriz Melzer (de) 1920 - Gerd Meyer (de) 1924 - Paula Modersohn-Becker 1917, 1922, 1934 - László Moholy-Nagy 1923 - Wilhelm Morgner 1922 - Edvard Munch 1929 | - Heinrich Nauen 1918 - Emil Nolde 1918, 1922, 1924, 1928, 1934 - Max Pechstein 1922 - Pablo Picasso 1932 - Emy Roeder 1922 - Christian Rohlfs 1919, 1924, 1930, 1936 - Josef Scharl (de) 1933 - Oskar Schlemmer 1932 - Karl Schmidt-Rottluff 1920, 1923 - Kurt Schwitters 1917, 1918, 1924 - Max Slevogt 1932, 1934 - Toulouse-Lautrec 1925 - Wilhelm Trübner 1917 - Vincent van Gogh 1928 - Kees van Dongen 1922 - Alexej von Jawlensky 1920, 1924 - Götz von Seckendorff (de) 1919 - Konrad Westermayr 1920 - Heinrich Zille 1931 |

## Les expositions entre 1948 et 1995
| - Emil Nolde 1948 - Pablo Picasso 1949, 1965, 1979, 1994 - Max Beckmann 1949 - Werner Gilles 1949 - Gerhard Marcks 1949 - Fernand Léger 1949 - Fritz Winter (en) 1951 - Walter Gropius 1951 - Marino Marini 1952 - Werner Gilles 952 - Alexander Camaro 1952 - Joan Miró 1952, 1958, 1990 - Ewald Mataré 1952 - Hans Uhlmann (de) 1953 - Erich Heckel 1953 - Karl Hartung 1953 - Henry Moore 1953 - Eduard Bargheer 1953 - Emy Roeder 1953 - Fritz Grasshoff (en) 1954 - Saul Steinberg 1954 - Hans Arp 1955 - André Masson 1955 - Marc Chagall 1955, 1985 - K.R.H. Sonderborg 1956 - Hans Hartung 1957 - Gustave Singier 1957 - Theo Eble 1958 - Maria Elena Vieira da Silva 1958 - Bruno Goller (de) 1958 - Jean-Paul Riopelle 1958 - Julius Bissier 1958 - Alfred Manessier 1959 - Ben Nicholson 1959 - Woty Werner (de) 1959 - Hann Trier (en) 1959 - Kenneth Armitage 1960 | - William Scott (en) 1960 - Hans Reichel 1960 - Jean Dubuffet 1960 - Pierre Soulages 1960 - Étienne Hajdu 1961 - Joseph Fassbender 1961 - Emil Schumacher 1961 - Victor Pasmore 1962 - Edwin Scharff 1962 - Jean Bazaine 1963 - Zoltan Kemeny 1963 - Sam Francis 1963 - Serge Poliakoff 1963 - Kumi Sugai 1963 - Gregory Masurovsky (de) 1963 - Victor Vasarely 1964 - Paul Jenkins 1964 - Heinz Battke 1964 - Hundertwasser 1964 - Richard Oelze 1964 - Alfred Kubin 1964 - Paul Eliasberg 1965 - Victor Brauner 1965 - Horst Janssen 1966 - Bernard Schultze 1966 - Mark Tobey 1966 - Alberto Giacometti . 1966 - Konrad Klapheck 1966 - Wifredo Lam 1966 - Joannis Avramidis 1967 - Ben Nicholson 1967 - Pierre Roy 1967 - Hans Bellmer 1967 - Rupprecht Geiger (en) 1967 - Auguste Herbin 1967 - Fritz Wotruba 1967 - Alan Davie 1968 - Lucio Fontana 1968 - Antonio Calderara 1968 | - Roy Lichtenstein 1968 - Domenico Gnoli 1968 - Josef Albers 1968 - Max Bill 1968 - Almir Mavignier 1968 - René Magritte 1969 - Miguel Berrocal 1969 - Gotthard Graubner 1969 - Graham Sutherland 1970 - R. B. Kitaj 1970 - Jim Dine 1970 - Giorgio de Chirico 1970 - Pol Bury 1972 - Jean Tinguely 1972 - Günther Uecker 1972 - Marcello Morandini 1972 - Tomi Ungerer 1973 - Joseph Cornell 1973 - Alfred Jensen (en) 1973 - Josef Albers 1973 - Horst Janssen 1973 - Jorge Castillo (en) 1973 - George Rickey 1973 - Michelangelo Pistoletto 1974 - Gisela Andersch 1974 - Walter Dexel (en) 1974 - Uwe Bremer (de) 1974 - Alfred Hrdlicka 1974 - Dieter Roth 1974 - Roberto Matta 1974 - Peter Ackermann (de) 1974 - André Thomkins 1974 - Eduardo Paolozzi 1975 - Bernhard Luginbühl 1975 - Saul Steinberg 1975 - Joseph Beuys 1976, 1990 - Cy Twombly 1976 - Claes Oldenburg 1976 | - Arnulf Rainer 1977 - Wolf Vostell 1977 - Jochen Gerz 1978 - Rebecca Horn 1978, 1991 - Eva Hesse 1979 - Howard Kanovitz (en) 1980 - Pierre Alechinsky 1980 - Larry Rivers 1981 - Raoul Hausmann 1981 - Mimmo Paladino 1981 - Andy Warhol 1981 - Egon Schiele 1982 - Mario Merz 1982 - Adolf Hölzel 1982 - Peter Blake 1983 - Markus Lüpertz 1983 - Hans Bellmer 1984 - Howard Hodgkin 1985 - Christian Ludwig Attersee (de) 1985 - Tony Cragg 1986 - Benjamin Katz 1986 - Jean-Charles Blais 1986 - Martin Disler 1987 - Fred Sandback (en) 1987 - Georg Baselitz 1987 - George Grosz 1988 - Jakob Mattner 1988 - A. R. Penck 1988 - Sol LeWitt 1989 - John Baldessari 1989 - Astrid Klein (en) 1989 - Bernhard Minetti 1989 - Richard Hamilton 1990 - Jannis Kounellis 1991 - Robert Wilson 1991 - Per Kirkeby 1992 - David Tremlett 1992 - Eugen Schönebeck 1992 - Thomas Huber 1993 - Richard Prince 1994 |

## Les expositions depuis 1997[1]
| - Rebecca Horn 1997 - Antoni Tàpies 1998 - Anton Josef Trčka, Edward Weston, Helmut Newton 1998 - Andy Warhol 2001 - Jonathan Meese 2002 - Thomas Ruff 2003 - Peter Doig 2004 - Peter Fischli et David Weiss 2004 - Miquel Barceló 2004 - Cindy Sherman 2004 - Santiago Sierra 2005, (Haus im Schlamm) | - Gilbert et George 2005 - Sarah Morris 2005 - Candida Höfer 2005 - Michel Majerus 2005 - Erik Boulatov 2006 - Thomas Hirschhorn 2006 - Bazon Brock (en) 2006 - Chris Ofili 2006 - Barbara Kruger 2006 - Franz Ackermann 2006 | - Wolfgang Tillmans 2007 - Raymond Pettibon 2007 - Bruce Nauman 2007 - Eric Fischl 2007 - Bettina Rheims 2007 - Araki Meets Hokusai 2008 - Helmut Lang 2008 - Jake et Dinos Chapman 2008 - David Salle 2009 - Michaël Borremans 2009 | - Phoebe Washburn (en) 2009 - Gert & Uwe Tobias (en) 2009 - Elke Krystufek 2009 - Aaron Curry 2010 - Bethan Huws 2010 - Alicja Kwade (en) 2010 - Larry Sultan (en) 2010 - Olaf Nicolai (en) 2010 - Cecily Brown 2010 - Nathalie Djurberg (en) 2010 | - Michael Sailstorfer 2010 - Joachim Koester (en) 2010 - Julian Göthe 2011 - David LaChapelle 2011 - André Butzer (en) 2011 - Jos de Gruyter et Harald Thys 2011 - Daniel Richter 2011 - Alice Springs 2011 - Alex Katz 2011 |